# Chaetothyriothecium
Chaetothyriothecium — рід грибів родини Microthyriaceae. Назва вперше опублікована 2014 року.

## Класифікація
До роду Chaetothyriothecium відносять 1 вид:
- Chaetothyriothecium elegans